# 朝倉道景
朝倉 道景（あさくら みちかげ）は、安土桃山時代の武士。朝倉氏の一族。一般に流布している朝倉氏の系図では朝倉景恒の子とされるが疑わしい（後述）。

## 生涯
「朝倉道景」の名は「朝倉家録」に3度登場する。元亀3年（1572年）7月の朝倉義景の北近江出陣に従う武将の中に「同権ノ頭道景」と見えるのが最初で、次は天正元年8月（1573年9月）の刀根坂の戦いの戦死者として「朝倉彦四郎道景」として挙げられ、最後は同合戦の一挿話として書かれた「印牧生捕被誅事附朝倉彦四郎か首之事」の段で、この最後の段落で道景の出自・容貌が次のように述べられている。
犬間源三長吉が首一つ下げて織田信長のもとへ持参した。信長が誰の首か（前年織田方に降っていた）前波吉継に尋ねたところ、前波は涙を流しながら朝倉氏の一族で童名「権ノ頭」、今年16歳になる彦四郎である、と答えた。信長はその首をよく見て、「死に顔が誠に立派であり、生前の顔を思うと哀れである」と述べ、犬間に対して「彦四郎を生け捕りにすべきだったのに討ったのはお前の心が良くないからだ。すぐに誅殺すべきだがそれでは戦功を認めないことになるので、今日より対面を許さない」と言った。これを聞いた織田軍の武将達は、（戦の途中で）立ち寄ってその首を見て眉目秀麗なことに涙した。信長は僧侶に請い彦四郎の葬式を営んだ。
これらの記述により、「朝倉道景」の没年齢は16歳、童名を「権ノ頭」と言い、戦死した時点で仮名「彦四郎」を称していた、とされる。そして、同じ「朝倉家録」に収められた「朝倉家之系図」で朝倉景恒の息子として位置付けられている。

## 出自
上記の「朝倉道景」の出自に関する「朝倉家録」の記述に対しては、次のような批判がなされている。
「朝倉家録」の16歳で戦死の記述が正しければ、生年は永禄元年（1558年）となるが、父親とされる朝倉景恒はもともと松林院鷹瑳と名乗る僧侶であり、永禄5年（1562年）に一乗谷で催された曲水宴の歌会に参加した時点では未だ僧籍にあった。永禄7年（1564年）の兄景垙自害を受けて還俗したのであり、「朝倉道景」と親子であることに年代的に矛盾が生じる。また、童名を「権ノ頭」（権守）としているが、これは官途名であり童名ではない。実名の「道景」の名乗りも当時の敦賀郡司家に対する朝倉宗家当主からの偏諱授与の慣例（景○）に反する。
永禄11年（1568年）5月の足利義昭の朝倉館訪問の次第を記した「朝倉義景亭御成記」中に、義昭に挨拶をした朝倉一族の一人として上位から13番目に「権守」が登場するが、この御成の際、朝倉景紀（伊冊）・景恒父子は朝倉景鏡と席次を争って敗れたため、義昭のもとへ伺候しなかった。この「権守」が「朝倉道景」と同一人物とすると、義景の一族筆頭を争い祖父･父が不参した中で孫だけが比較的低い席次に甘んじて伺候するという説明のつかない状況となる。
このため、「朝倉道景」は朝倉宗滴に連なる敦賀郡司家の生まれではなく、波多野氏の家督を継承したとされる朝倉貞景の5男道郷（仮名：彦四郎）に繋がるのではないかとされる。「朝倉義景亭御成記」に登場した「権守」は、朝倉義景の使者として寺社との折衝にも当っており、年齢的にみて道郷の息子の実名未詳の波多野権守某であり、その息子、道郷の孫が「朝倉道景」と記される人物ではないかと推測される。

## 関連作品
- 赤神諒『酔象の流儀　朝倉盛衰記』（講談社、2018年12月18日）ISBN 978-4-06-514035-2（山崎吉家を主人公とする小説）